# Limpach BE
| BE ist das Kürzel für den Kanton Bern in der Schweiz. Es wird verwendet, um Verwechslungen mit anderen Einträgen des Namens Limpach zu vermeiden. |

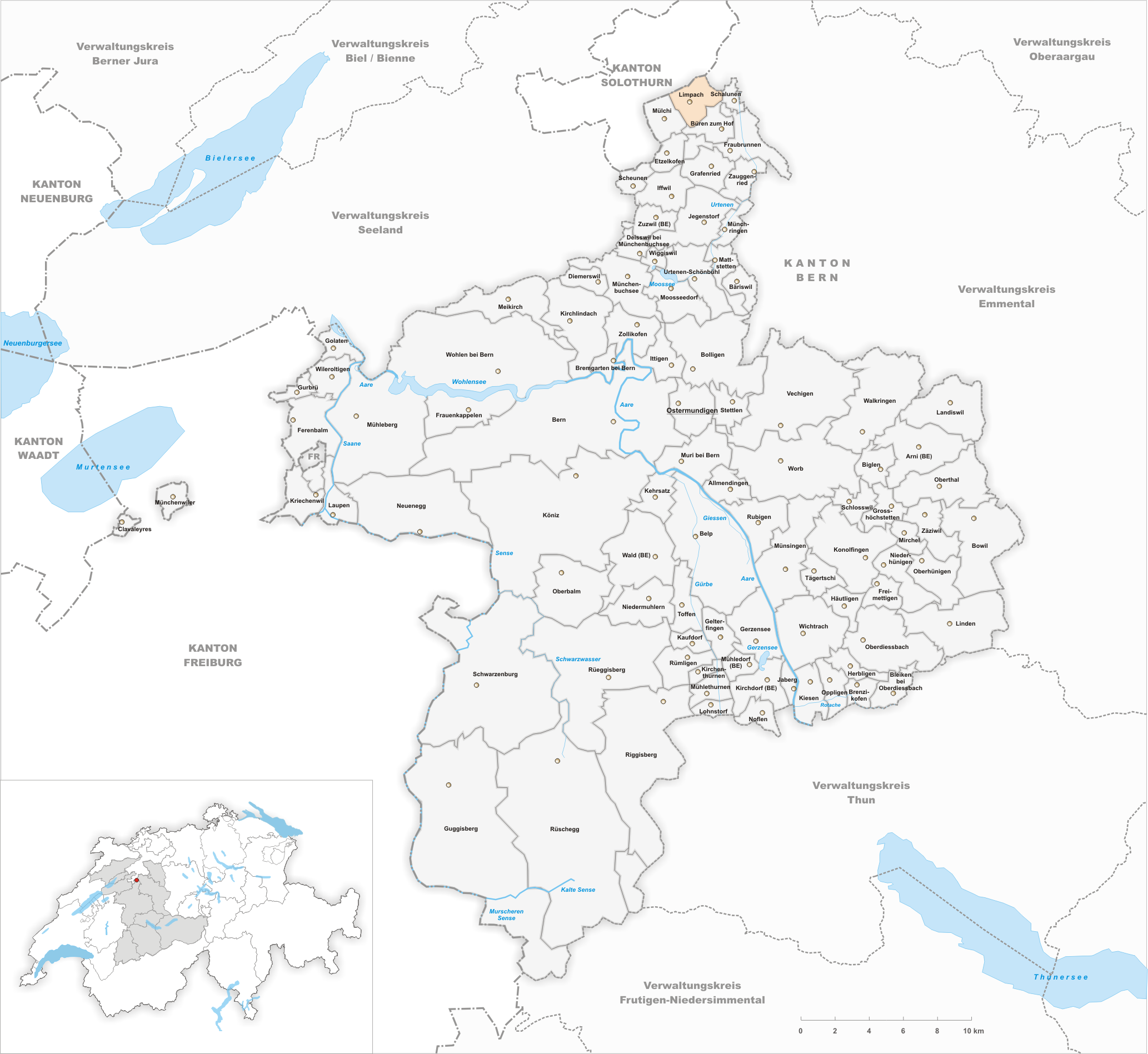
Gemeindestand vor der Fusion am 1. Januar 2014

Limpach ist ein Ort in der politischen Gemeinde Fraubrunnen im Verwaltungskreis Bern-Mittelland des Kantons Bern in der Schweiz. Bis zum 31. Dezember 2013 war Limpach eine eigene politische Gemeinde. Am 1. Januar 2014 fusionierte diese mit den Gemeinden Büren zum Hof, Etzelkofen, Fraubrunnen, Grafenried, Mülchi, Schalunen und Zauggenried zur neuen Gemeinde Fraubrunnen.

## Geographie
Limpach liegt auf 473 m ü. M., zwölf Kilometer südsüdwestlich der Stadt Solothurn (Luftlinie). Das Haufendorf erstreckt sich am Südrand der Ebene des Limpachtals, auf einem flachen Schwemmkegel des Dorfbachs, der hier aus den Höhen des nordöstlichen Rapperswiler Plateaus austritt, im Schweizer Mittelland.
Die Fläche des 4,4 km² grossen Gebiets der ehemaligen Gemeinde umfasst einen Abschnitt des Berner Mittellandes. Die nördliche Grenze verläuft entlang des kanalisierten Limpachs. Von hier erstreckt sich Limpach südwärts über das rund 1 km breite Limpachmoos bis auf die angrenzende gewellte Landschaft des Rapperswiler Plateaus. Die Höhen von Buechwald, Schachen (509 m ü. M.), Widacher (535 m ü. M.) und Buechhubel, an dem mit 550 m ü. M. die höchste Erhebung von Limpach erreicht wird, sind teils bewaldet, teils mit Acker- und Wiesland bestanden. Von der Gemeindefläche entfielen 1997 7 % auf Siedlungen, 22 % auf Wald und Gehölze und 71 % auf Landwirtschaft.
Zu Limpach gehört die Aussensiedlung Vorimholz (500 m ü. M.) auf der Schachenhöhe östlich des Dorfes. Nachbargemeinden bzw. ‑orte von Limpach sind Bätterkinden, Schalunen, Büren zum Hof und Mülchi im Kanton Bern sowie Unterramsern und Aetingen im Kanton Solothurn.

## Bevölkerung
Mit 338 Einwohnern (Stand 31. Dezember 2007) gehörte Limpach zu den kleinen Gemeinden des Kantons Bern. Von den Bewohnern waren im Jahr 2000 99,7 % deutschsprachig, und 0,3 % sprachen Albanisch. Die Bevölkerungszahl von Limpach belief sich 1850 auf 426 Einwohner, 1900 auf 407 Einwohner. Im Verlauf des 20. Jahrhunderts nahm die Bevölkerungszahl bis 1980 langsam, aber kontinuierlich um rund 25 % auf 312 Personen ab. Seither pendelt sie stets im Bereich zwischen 300 und 330 Einwohnern.

## Politik
Die Stimmenanteile der Parteien anlässlich der Nationalratswahlen 2011 betrugen: SVP 52,6 %, BDP 23,4 %, GPS 6,3 %, SP 5,0 %, FDP 3,4 %, glp 2,9 %, Alpenparlament 2,1 %, EVP 1,1 %, CVP 1,1 %, EDU 0,2 %.

## Wirtschaft
Limpach war bis in die zweite Hälfte des 20. Jahrhunderts ein vorwiegend durch die Landwirtschaft geprägtes Dorf. Noch heute haben der Ackerbau, der Obstbau sowie die Milchwirtschaft und Viehzucht einen wichtigen Stellenwert in der Erwerbsstruktur der Bevölkerung. Weitere Arbeitsplätze sind im lokalen Kleingewerbe und im Dienstleistungssektor vorhanden. In Limpach sind heute Betriebe des Baugewerbes und der Informatik vertreten, es gibt zudem eine Firma für Bedachungen. In den letzten Jahrzehnten hat sich das Dorf zu einer Wohngemeinde entwickelt. Viele Erwerbstätige sind deshalb Wegpendler, die hauptsächlich in den grösseren Ortschaften der Umgebung sowie in der Agglomeration Bern und im Raum Solothurn arbeiten.

## Verkehr
Die Ortschaft liegt abseits der grösseren Durchgangsachsen an einer Verbindungsstrasse von Bätterkinden nach Lyss. Durch einen Postautokurs, welcher die Strecke von Bätterkinden nach Messen bedient, ist Limpach an das Netz des öffentlichen Verkehrs angebunden.

## Geschichte
Die erste urkundliche Erwähnung des Ortes erfolgte 1276 bereits unter dem heutigen Namen; von 1290 ist die Bezeichnung Linbach überliefert. Der Ortsname diente ursprünglich als Gewässername und geht auf das althochdeutsche Wort linta (Linde) zurück. Er bedeutet somit der mit Linden bestandene Bach.
Seit dem Mittelalter stand Limpach unter der Oberhoheit der Grafen von Kyburg. Im 13. Jahrhundert erwarb das Zisterzienserinnenkloster Fraubrunnen die Grundherrschaft und den Zehnten über Limpach. Im Jahr 1406 gelangte das Dorf unter Berner Herrschaft und wurde 1528 nach der Säkularisation der Abtei Fraubrunnen der Landvogtei Fraubrunnen im Landgericht Zollikofen zugeordnet. Nach dem Zusammenbruch des Ancien Régime (1798) gehörte Limpach während der Helvetik zum Distrikt Zollikofen und ab 1803 zum Oberamt Fraubrunnen, das mit der neuen Kantonsverfassung von 1831 den Status eines Amtsbezirks erhielt.
Schon im 18. Jahrhundert wurden grosse Anstrengungen unternommen, der Versumpfung des Limpachtals entgegenzuwirken. Neues Kulturland wurde jedoch erst während der kantonsübergreifenden Melioration in den Jahren von 1939 bis 1951 gewonnen. Später mussten Pumpwerke gebaut werden, um eine erneute Versumpfung zu verhindern.

## Sehenswürdigkeiten
Die reformierte Kirche von Limpach wurde 1808 im Stil des Klassizismus an der Stelle eines mittelalterlichen Vorgängerbaus errichtet. Sie besitzt eine Innenausstattung im Empirestil. Der malerische Dorfkern mit seinen zahlreichen Bauernhäusern im bernischen Landstil aus dem 17. bis 19. Jahrhundert zählt zu den schützenswerten Ortsbildern von nationaler Bedeutung. Am Rand des Limpachmooses befindet sich die Taunersiedlung Moosgasse, die ab dem 17. Jahrhundert aufgebaut wurde, 1836 einem Brand zum Opfer fiel und nachher wiederhergestellt wurde.

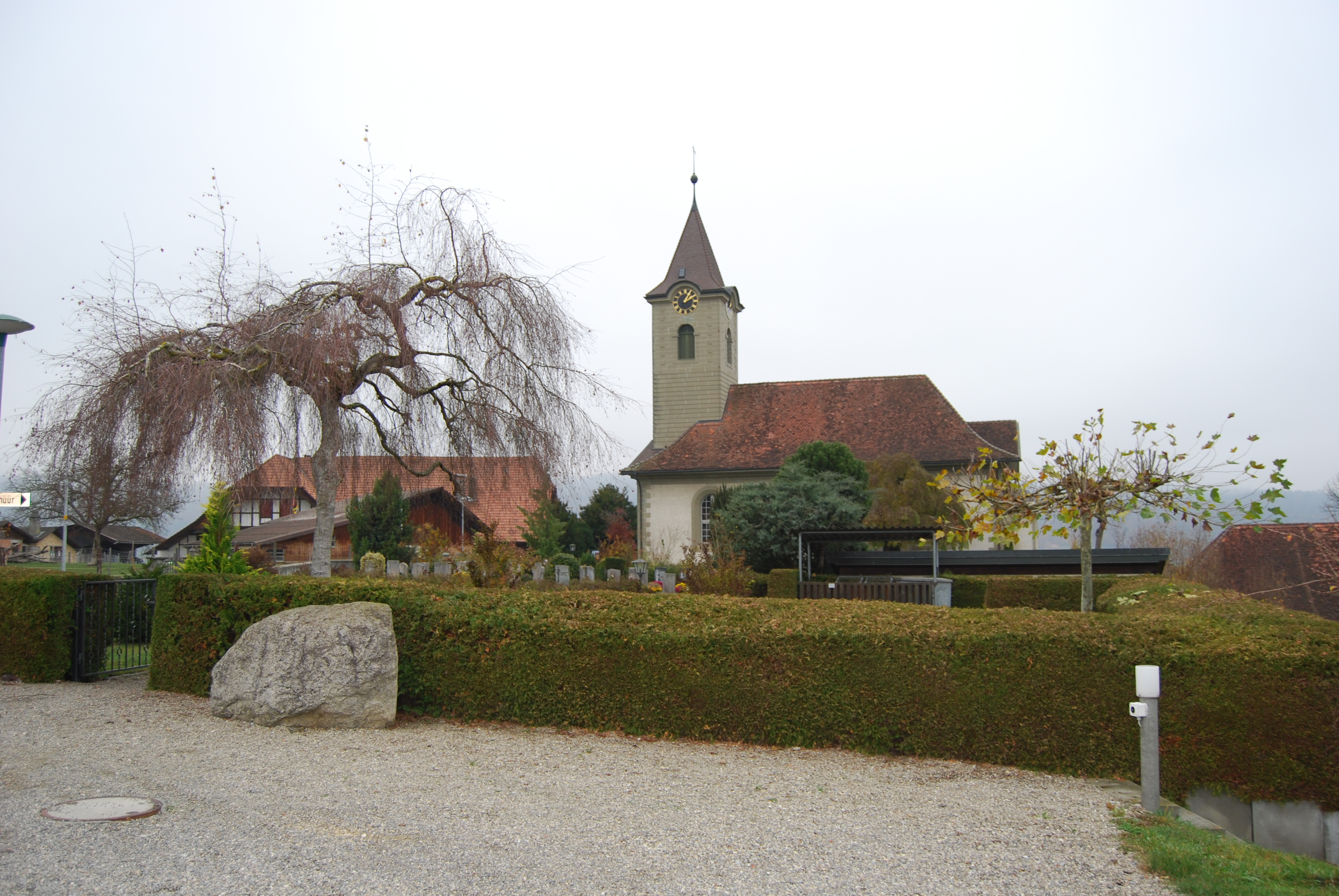
Reformierte Kirche Limpach
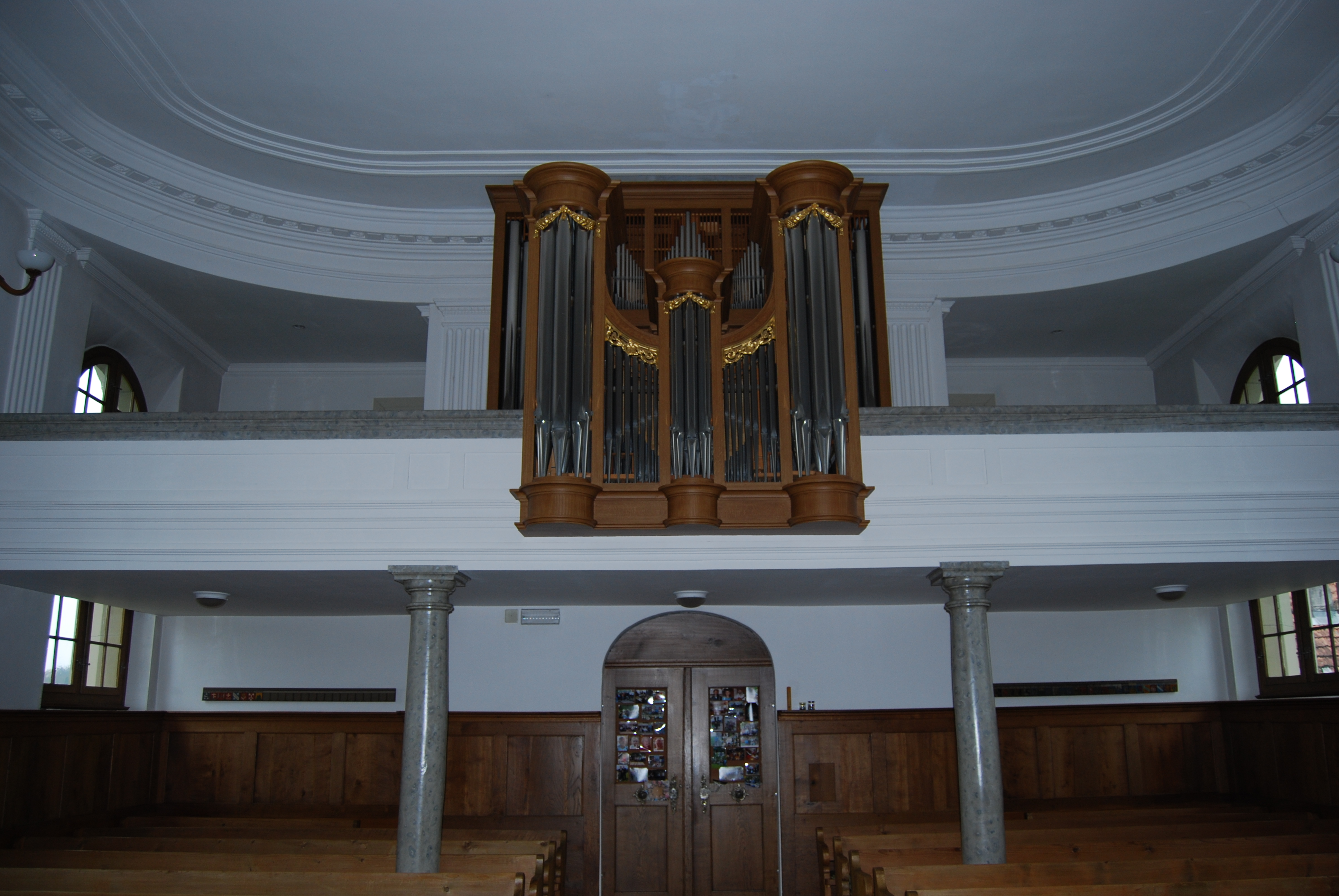
Innenansicht der Kirche, Orgel
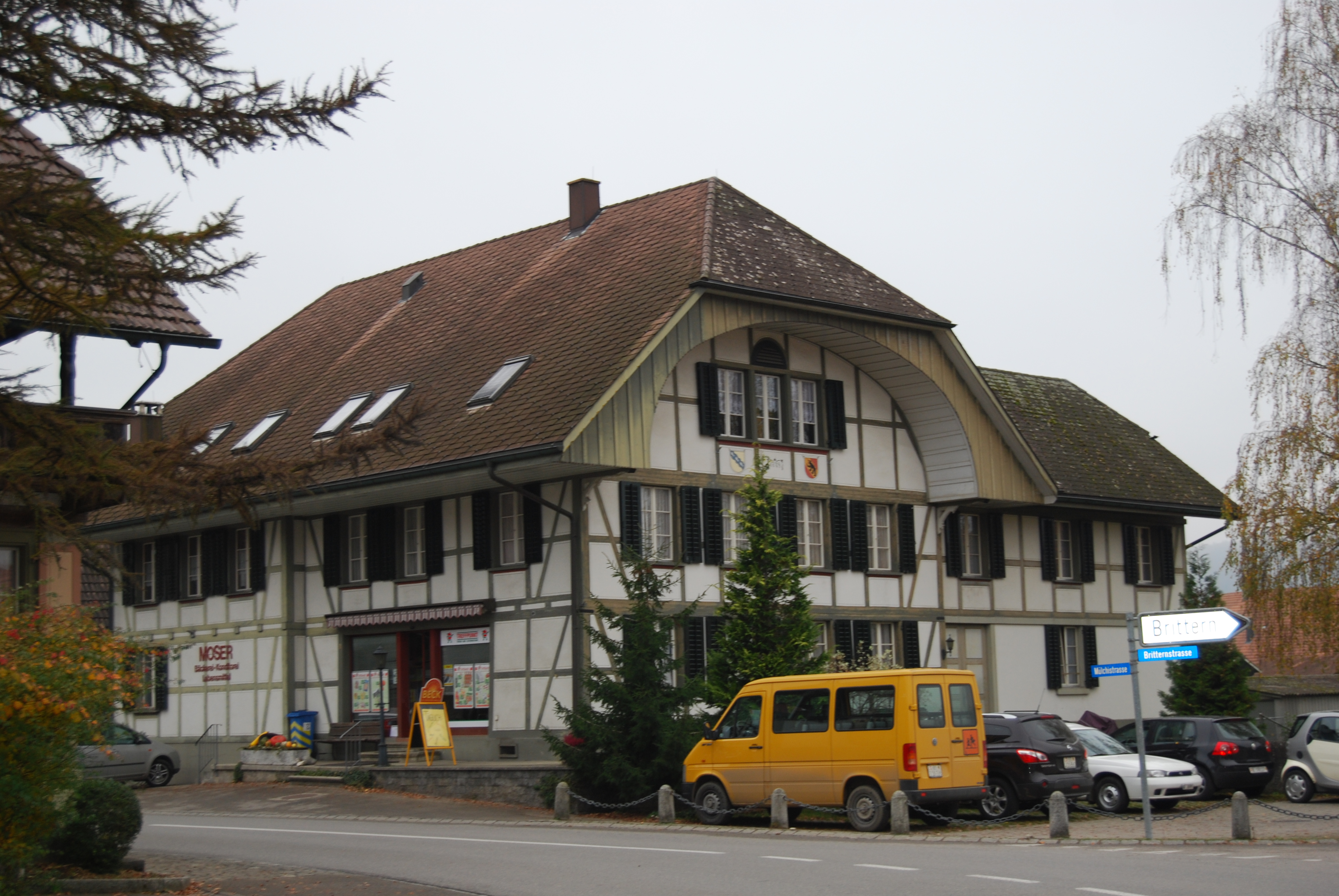
Fachwerkhaus in Limpach
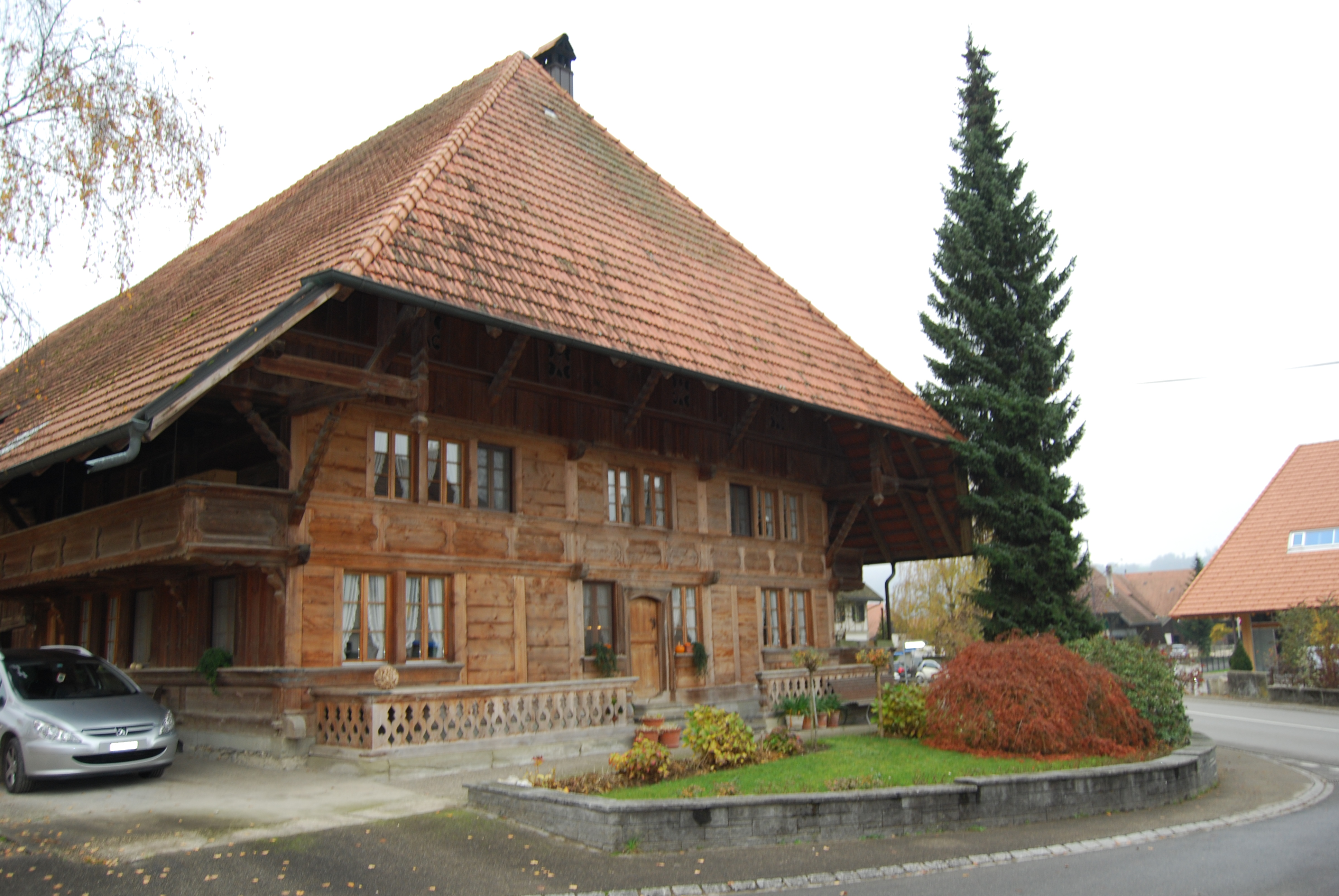
Holzhaus in Limpach
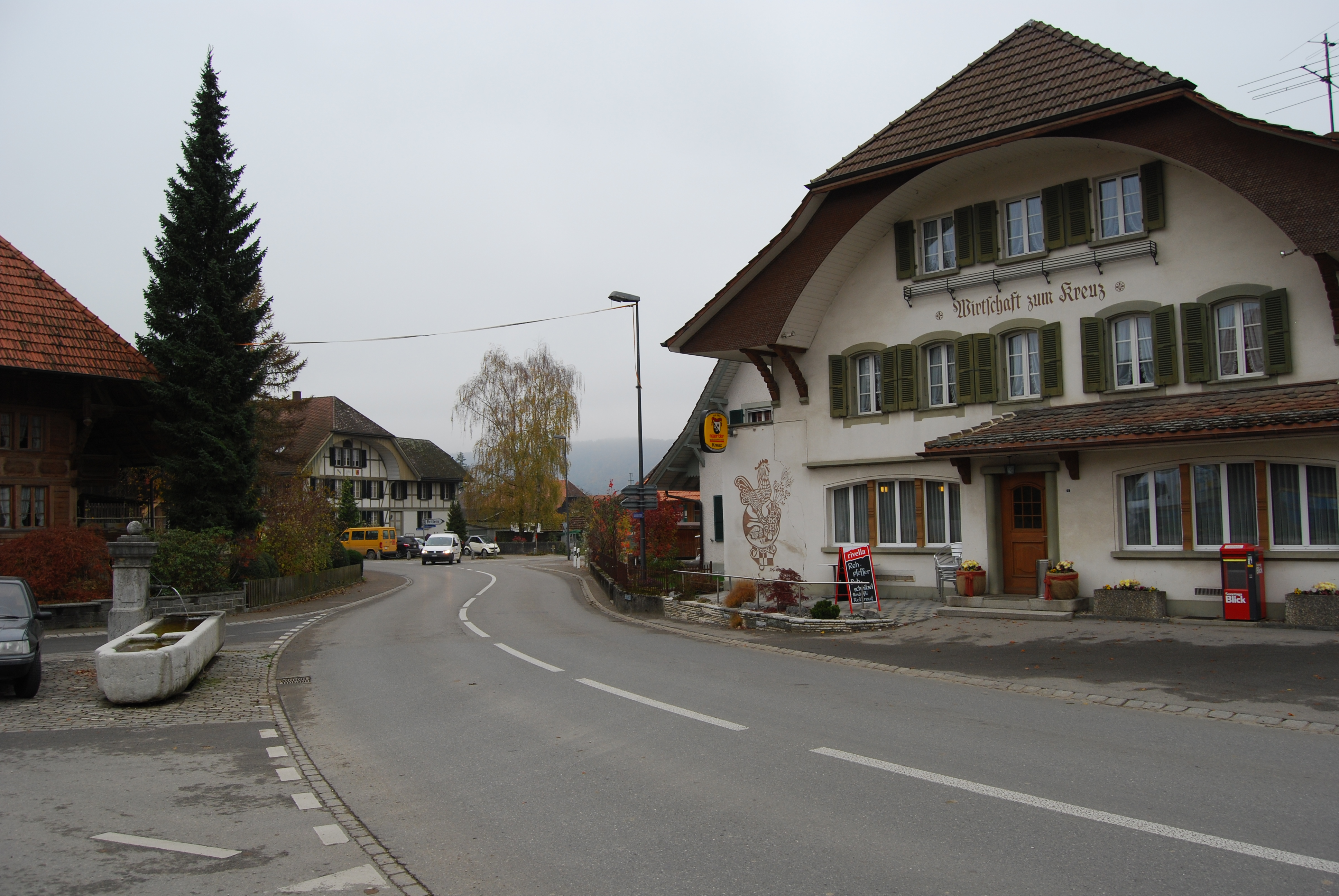
Dorfzentrum

## Persönlichkeiten
- Jakob Kaderli (1827–1874), Weltreisender und Lehrer